# Crocidura foetida
Crocidura foetida — вид ссавців родини Soricidae. Він зустрічається лише на Борнео (Індонезія й Малайзія), на більшій частині острова; може бути або не бути присутнім у Брунеї.